# Horizont van Schiepersberg
De Horizont van Schiepersberg is een dunne laag in de ondergrond van het zuidwesten van het Nederlandse Zuid-Limburg. De horizont is onderdeel van de Formatie van Maastricht en stamt uit het laatste deel van het Krijt (het Maastrichtien, ongeveer 68 miljoen jaar geleden).
Normaal gesproken ligt de Horizont van Schiepersberg boven op de oudere Kalksteen van Gronsveld en onder de jongere Kalksteen van Schiepersberg, beide ook onderdeel van de Formatie van Maastricht.
Deze horizont is te zien in de Trichterberggroeve en Koeberggroeve. De horizont is mogelijk ook te zien in de Groeve Midweg.